# 松江藩
松江藩（日语：／ Matsue han */?）是位於日本出雲國的一個藩。藩主是堀尾氏、京極氏及越前松平氏。藩廳是松江城（早期是月山富田城）。

## 藩史
1600年關原之戰後，由遠江国濱松12萬石大名堀尾吉晴移封出雲、隱歧兩國，石高24萬石。初時稱為出雲富田藩。1607年由於月山富田城是一座山城，為了方便對外來往，1607年決定建造松江城及城下町。1611年松江城建成後，將月山富田城拆卸。1633年第三代藩主忠晴因沒有兒子繼承改由京極氏管治。
1634年小濱藩藩主京極忠高移封至松江，並加封至24萬石。再加上代管石見銀山以及石見國邇摩郡及邑智郡合共4萬石。1637年忠高逝世。養子高和改封至播磨國龍野藩6萬石。
1638年擁有信濃国松本藩18萬6千石松平直政移封松江，自此以後為越前松平家的領地。松江藩為增加收入實行專賣制，包括木蠟、人蔘、棉花及鐵。到第五代藩主宣維統治時由田部、櫻井及絲原全面負責製鐵。
到第七代藩主治鄉管治時，執行改革，重用家臣朝日茂保，將藩政收入增加。在寬政（1789年－1801年）期間，有8萬兩的儲備。在藩政好轉後，設立茶道不昧流。但幕末時代藩政收入再度惡化。
幕末時代，對於要支持幕府還是新政府最初搖擺不定，後來決定支援新政府。在戊辰戰爭中，負責防守京都的工作。1868年爆發了松江騷動。1871年廢藩置縣後，成為了松江縣，然後成為島根縣的一部份。1884年被封為伯爵。

## 藩主

### 堀尾家
外樣　24万石（1600年－1633年）
1. 吉晴
2. 忠氏
3. 忠晴

### 京極家
外樣　24万石（1634年－1637年）
1. 忠高

### 越前松平家
親藩　18万6千石（1638年－1871年）
1. 直政
2. 綱隆
3. 綱近
4. 吉透
5. 宣維
6. 宗衍
7. 治鄉
8. 齊恒
9. 齊貴
10. 定安

## 支藩

### 廣瀨藩
廣瀨藩是松江藩的支藩，藩廳位於能義郡廣瀨。1666年由初代藩主直政次男近榮創立，在第一代領地收入作出了不少調整。初時藩主因犯錯被減封，後來逐漸加封回3萬石。1871年廢藩置縣後為廣瀨縣，後來合併到島根縣。
藩主
- 越前松平家

3万石→1万5千石→2万石→3万石（1666年－1871年）
1. 近榮
2. 近時
3. 近朝
4. 近明
5. 近輝
6. 近貞
7. 直義
8. 直寬
9. 直諒
10. 直巳

### 母里藩
母里藩是松江藩支藩，江戶時代中期曾稱作神戶藩。藩廳在能義郡母里設置母里陣屋。1666年松平直政將松江領內1萬石分封給隆政。第一代藩主沒有領地，是透過米收入支持給藩主。1684年有正式的領地。此外松江藩在江戶有定府。而領地由市川氏及狩野氏執行。
1871年廢藩置縣後，成為了母里縣，後來成為島根縣一部份。
藩主
- 越前松平家

1万石（1666年－1673年、1673年－1871年）
1. 隆政
2. 直丘
3. 直員
4. 直道
5. 直行
6. 直暠
7. 直方
8. 直興
9. 直温
10. 直哉

### 松江新田藩
松江新田藩是江戶時代中期一度設立的藩。1701年松平綱隆次男近憲獲1萬石領地。1704年領地送還回松江藩而廢藩。